# Asteya
Asteya (sanskrit IAST ; devanagari : अस्तेय ; « absence de vol ») désigne dans l'hindouisme l'une des cinq observances morales du yama (yoga), et dans le jaïnisme l'un des cinq vœux majeurs.

## Hindouisme
Dans le Bhagavata Purana (VII, 14) Nârada explique au roi Yudhishthira que « les créatures n’ont le droit de posséder que dans la mesure où cela leur est nécessaire pour se remplir l’estomac ; celui qui prétend avoir droit à plus est un voleur et mérite d’être châtié. »
Pour les hindous, « garder par-devers soi quelque chose dont on n’a pas strictement besoin revient à priver son prochain de la possibilité d’utiliser ou de consommer cette chose et constitue par conséquent un vol. Les moralistes les plus rigoureux, tels que Gandhi, exigent même de leurs disciples qu’ils réduisent leurs besoins à un niveau tel qu’ils ne consomment pas plus que ne peut consommer l’être le moins bien pourvu. L’observation du non-vol implique donc une sorte de vœu de pauvreté, de non-possession. "Un objet, dit Gandhi, même s’il n’a pas été acquis par le vol, doit néanmoins être considéré comme dérobé, si on le possède sans en avoir besoin". »

## Jaïnisme
Ce Mahavrata qui se rapproche de l'honnêteté, est synonyme du non-vol ou plus précisément de ne pas prendre ce qui n'a pas été donné. Les sages jaïns veulent ainsi que le croyant réfrène ses envies matérielles, envies illusoires pour le jaïnisme. Les historiens ont aussi noté que dans l'asteya était compris l'honnêteté dans les poids et mesures pour les commerçants. Le mot acaurya est également utilisé pour désigner le non-vol, principe de la morale séculaire jaïne, comme la non-violence. La communication d'information sur la façon de commettre un vol, l'acceptation de choses volées, ou oubliées, perdues, le non-respect des injonctions légales en vendant des choses à un prix excessif, sont tenus pour des formes de vol dont on doit se garder.